# Pinto (Cile)
Pinto è un comune del Cile della provincia di Diguillín nella Regione di Ñuble.

## Geografia fisica
Al censimento del 2002 possedeva una popolazione di 9.875 abitanti.

## Società

### Evoluzione demografica
| Censimento del 1992 | Censimento del 2002 |
| 8.932 ab.           | 9.875 ab.           |